# Emma di Resburgo
Emma di Resburgo (título original en italiano; en español, Emma de Resburgo) es la sexta ópera compuesta por Giacomo Meyerbeer, y la tercera ópera para un teatro italiano. El libreto es una adaptación, realizada por Gaetano Rossi, del libreto de Andrea Leone Tottola escrito para Simon Mayr (Elena e Costantino, Nápoles, 1814), que asimismo estaba basado en el de Jacques-Antoine de Révéroni Saint-Cyr y Jean-Nicolas Bouilly para una ópera de Méhul (Héléna, París, 1803). El estreno tuvo lugar en el Teatro San Benedetto de Venecia el 26 de junio de 1819.

## Personajes
| Personajes | Tesitura | Reparto del estreno, 1819 (Director: Giacomo Meyerbeer) |
| ---------- | -------- | ------------------------------------------------------- |
| Edemondo   | (alto)   | Carolina Cortesi                                        |
| Emma       | soprano  | Rosa Morandi                                            |
| Norcesto   | tenor    | Eliodoro Bianchi                                        |
| Olfredo    | bajo     | Luciano Bianchi                                         |
| Donaldo    | tenor    | Vincenzo Fracalini                                      |
| Etelia     | soprano  | Cecilia Gaddi                                           |